# 第391戰地教導師 (德國國防軍)
德國國防軍陸軍第391戰地教導師（德語：391. Feldausbildungs-Division）是納粹德國國防軍陸軍的一個步兵師。該師於1942年8月組建。
該師組建後，調往東線部署，用作訓練士兵。
該師最後於1944年3月改編為第391警備師。

## 註腳
1. ↑  Mitcham（2007年）